# A 7 minőségügyi eszköz

## Bevezetés
Az ISO 9001:2015 szerint kialakított minőségirányítási rendszer működtetésének egyik fontos követelménye a folyamatok állandó javítása, fejlesztése, s ennek megvalósítását az auditorok mindig kiemelten kezelik. A minőségjavító munka támogatására Iszikava Kaoru, a Tokiói Egyetem professzora, az 1950-es években állította össze híres listáját minőségjavító folyamatfejlesztő szakemberek számára és állítása szerint egy termelővállalatnál előforduló minőséggel kapcsolatos problémáknak a 95%-át meg lehet oldani az alább felsorolt 7 eszközzel. Állítólag azért pontosan 7 eszközt nevezett meg, mert egy a 12. században élt híres szamuráj 7 halálos fegyverének kívánt emléket állítani ezzel a listával.

## A 7 minőségügyi eszköz áttekintése
Ezek az eszközök nemcsak önmagukban hasznosak, hanem szerves részét képzik az olyan eljárásoknak, mint a PDCA ciklus, a Six Sigma DMAIC módszer, illetve a Lean alapú folyamatfejlesztés. Ezen eszközök használatának célja a strukturált problémamegoldás során, hogy folyamatosan nyomon kövesse a rendszer kritikus pontjait, különösen a minőség, hatékonyság, vagy bármely más tekintetben szűk keresztmetszetnek minősülő munkahelyet, s ahol kell a megalapozott javító, fejlesztő tevékenységet támogassák.
A 7 minőségügyi eszköz sorban:
- Folyamatábra
- Pareto-diagram
- Ellenőrző lista
- Kontrollgrafikon (SPC)
- Hisztogram
- Pontdiagram
- Isikava-diagram (halszálkadiagram)

Az eredeti lista a folyamatábra helyett a rétegzés technikáját tartalmazta, azonban az előbbit manapság sokkal elterjedtebben említik minőségbiztosítással foglalkozó szakemberek.
A fent felsorolt eszközök egy része a hiba észlelésében segítenek, míg mások a gyökérokelemzésben:

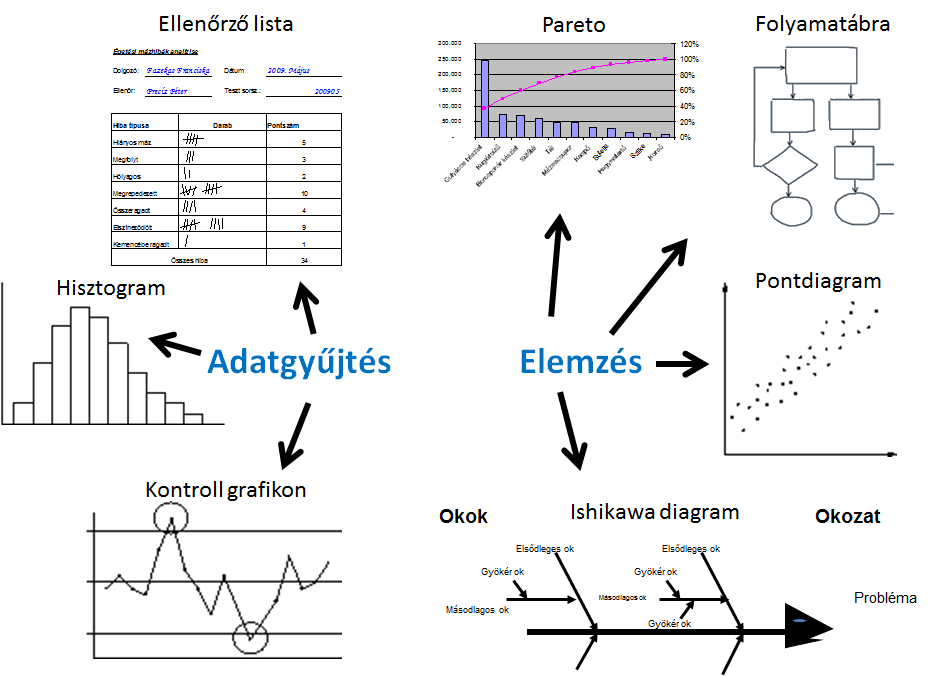
7 minőségügyi eszköz használata a problémamegoldásban

## A 7 minőségügyi eszköz a strukturált folyamatfejlesztés és problémamegoldás során
A legelterjedtebb folyamatfejlesztő eljárások, illetve lényegük 1-1 mondatban:
- Six Sigma a folyamatban rejlő ingadozás csökkentésére koncentrál, hogy szabályozott kimenetek keletkezzenek.
- Lean a veszteségforrások megszüntetését, majd az áramlás megteremtését helyezi a középpontba.
- Szűk keresztmetszet elmélet pedig a rendszer korlátainak fejlesztését tűzi zászlajára.

A 7 minőségügyi eszközként gyakran említett folyamatfejlesztő eszközök gyakran részesei a problémamegoldó munkának, amikor vizuálisan oldjuk meg az adott feladatot, s mivel általános eszközökről van szó, így szinte bármely területen alkalmazhatóak a tervezéstől, a logisztikai folyamatokon és a gyártáson át egészen a HR folyamatokig.
A TQM által leírt 7 lépcsős folyamatfejlesztési modell egy általánosan alkalmazható eljárás, melynek elemei más módszerekben is fellelhetőek. A módszer egyes lépései megfeleltethetőek mind a Deming által definiált PDCA ciklusnak, illetve a Six Sigma módszer által követett DMAIC lépéseknek is.
Az alábbi táblázat összefoglalja a 7 minőségügyi eszköz kapcsolatát a PDCA ciklussal és a Six Sigma módszer által követett DMAIC lépésekkel:
|                        |                                       | 7 minőségügyi eszköz | 7 minőségügyi eszköz | 7 minőségügyi eszköz | 7 minőségügyi eszköz | 7 minőségügyi eszköz | 7 minőségügyi eszköz | 7 minőségügyi eszköz |
| Megközelítés           | Lépések                               | Folyamatábra         | Pareto diagram       | Ellenőrző lista      | Kontroll grafikon    | Hisztogram           | Pontdiagram          | Ok-okozat diagram    |
| ---------------------- | ------------------------------------- | -------------------- | -------------------- | -------------------- | -------------------- | -------------------- | -------------------- | -------------------- |
| P (plan) Tervezd meg!  | 1. Témakiválasztás, témamegfogalmazás | X                    | X                    |                      | X                    | X                    |                      |                      |
| P (plan) Tervezd meg!  | 2. Információ és adatgyűjtés          |                      |                      | X                    | X                    | X                    |                      |                      |
| P (plan) Tervezd meg!  | 3. Adat- és információelemzés         | X                    | X                    |                      |                      |                      | X                    |                      |
| P (plan) Tervezd meg!  | 4. Ok-okozati elemzés, ok keresés     |                      | X                    |                      | X                    | X                    | X                    | X                    |
| D (do): Csináld!       | 5. A megoldás tervezése és bevezetése |                      | X                    | X                    |                      | X                    |                      | X                    |
| C (check): Ellenőrizd! | 6. Az eredmények értékelése           |                      | X                    | X                    |                      | X                    | X                    | X                    |
| A (act): Avatkozz be!  | 7. Véglegesítés („szabványosítás”)    | X                    |                      |                      | X                    |                      |                      |                      |
| Six Sigma módszer      | 1. Definiálás                         | X                    | X                    |                      | X                    | X                    |                      |                      |
| Six Sigma módszer      | 2. Mérés                              | X                    | X                    | X                    | X                    | X                    |                      | X                    |
| Six Sigma módszer      | 3. Analízis                           |                      | X                    |                      | X                    | X                    | X                    | X                    |
| Six Sigma módszer      | 4. Fejlesztés                         |                      | X                    | X                    |                      |                      |                      |                      |
| Six Sigma módszer      | 5. Kontroll                           | X                    |                      | X                    | X                    | X                    | X                    |                      |